# 藤森祥弘
藤森 祥弘（ふじもり よしひろ）は、日本の建設・国土交通技官。岐阜県地域計画局長、東京都三環状道路整備推進部長、国土交通省大臣官房技術参事官、国土交通大学校副校長などを歴任した。土木学会国際貢献奨励賞受賞。戸籍上の名前は「祥弘」。

## 人物・経歴
兵庫県出身。1971年神戸大学附属明石中学校卒業、1974年灘高等学校卒業、1978年東京大学工学部土木工学科卒業、建設省入省。1984年フランス国立公共事業大学校（ENTPE)卒業。1985年リュミエール・リヨン第2大学経営経済学研究科交通経済学専攻修士課程修了、（Diplôme d’études approfondies en économie des transports）。1987年建設省中部地方建設局道路部道路計画第二課長。1989年建設省中部地方建設局道路部道路計画第一課長。1990年世界銀行西・中央アフリカ局インフラストラクチャー部交通エコノミスト。
1993年建設省建設経済局調整課地域活性化プロジェクト専門官。1995年建設省関東地方建設局首都国道工事事務所長。1997年建設省道路局地方道課建設専門官。1999年建設省道路局有料道路課有料道路調整官。2000年岐阜県地域県民部地域計画局長。2002年国土交通省総合政策局国際建設課長。
2004年国土交通省大臣官房参事官（国際建設）。2005年国土交通省近畿地方整備局道路部長。同年土木学会国際貢献奨励賞受賞。2007年東京都建設局道路計画担当部長。2009年東京都建設局三環状道路整備推進部長。同年国土交通省大臣官房技術参事官（総合政策局担当）。2011年国際建設技術協会国際建設技術研究所所長。2012年国土交通省国土交通大学校副校長。2013年日本建設情報総合センター審議役兼システム部門長（コリンズ・テクリス担当）。2017年先端建設技術センター業務執行理事。2024年グリーンアーム株式会社シニア・フェロー。
2012年4月～6月経済産業省産業構造審議会貿易経済協力分科会インフラ・システム輸出部会実務者レベル検討会　メンバー　2004年～2005年OECD/ECMT共同交通研究委員会(JTRC)　ビュローメンバー　1997年～2000年及び2002年～2003年10月　OECD道路交通・インターモーダル連携研究計画（RTR）運営委員会副委員長